# Banco de Rusia
El Banco de Rusia (en ruso: Банк России) o el Banco Central de la Federación Rusa (en ruso: Центральный банк Российской Федерации) es el banco central de Rusia. Sus funciones están descritas en el artículo 75 de la Constitución de la Federación Rusa y en una ley federal especial. El Banco de Rusia fue fundado el 13 de julio de 1990, pero las raíces de su historia llegan hasta el Banco Estatal del Imperio ruso. Su sede se localiza en Moscú.
Según la Constitución, el Banco de Rusia es una entidad independiente, cuya responsabilidad principal es la protección de la estabilidad de la moneda nacional, el rublo ruso. Tiene el derecho exclusivo de emitir billetes y monedas de rublo. Según la ley rusa, la mitad de los beneficios del Banco Central pertenecen al presupuesto federal.
Desde el 24 de junio de 2013 la presidenta es Elvira Nabiúllina.

## Curiosidades
En enero de 2021 se dio a conocer que acumulaba, por primera vez en su historia, más reservas en oro que en dólares.